# Aartsbisdom Maracaibo
Het aartsbisdom Maracaibo (Latijn: Archidioecesis Maracaibensis) is een rooms-katholiek aartsbisdom met als zetel Maracaibo, in Venezuela. De aartsbisschop van Maracaibo is metropoliet van de kerkprovincie Maracaibo, waartoe ook de volgende suffragane bisdommen behoren:
- Cabimas
- El Vigia-San Carlos del Zulia
- Machiques

## Geschiedenis
Het aartsbisdom werd opgericht op 28 juli 1897, als het bisdom Zulia, uit delen van het bisdom Mérida, en was suffragaan aan het aartsbisdom Caracas. Op 2 januari 1953 veranderde het van naam naar bisdom Maracaibo. Op 30 april 1966 werd het verheven tot metropolitaan aartsbisdom. 

## Parochies
Het aartsbisdom had in 2021 een oppervlakte van 12.319 km2 en telde 2,585,150 inwoners waarvan 92,8% rooms-katholiek was.

## Ordinarii

### Bisschoppen
- Francisco Marvéz (25 oktober 1897 - 17 december 1904)
- Arturo Celestino Álvarez (16 augustus 1910 - 18 december 1919)
- Marcos Sergio Godoy (8 maart 1920 - 21 oktober 1957)
  - José Rincón Bonilla (hulpbisschop: 9 december 1950 - 1961)
  - José Alí Lebrún Moratinos (hulpbisschop: 2 augustus 1956 - 21 juni 1958)
- José Rafael Pulido Méndez (21 juni 1958 - 16 januari 1961)

### Aartsbisschoppen
- Domingo Roa Pérez (16 januari 1961 - 23 december 1992)
  - Antonio José López Castillo (hulpbisschop: 26 februari 1988 - 1 augustus 1992)
- Ramón Ovidio Pérez Morales (23 december 1992 - 5 juni 1999)
  - William Enrique Delgado Silva (hulpbisschop: 3 november 1995 - 14 april 1999)
- Ubaldo Ramón Santana Sequera (11 november 2000 - 24 mei 2018)
  - Cástor Oswaldo Azuaje Pérez (hulpbisschop: 30 juni 2007 - 3 april 2012)
  - Ángel Francisco Caraballo Fermín (hulpbisschop: 30 november 2012 - 29 januari 2019)
- José Luis Azuaje Ayala (24 mei 2018 - heden)

## Galerij van afbeeldingen

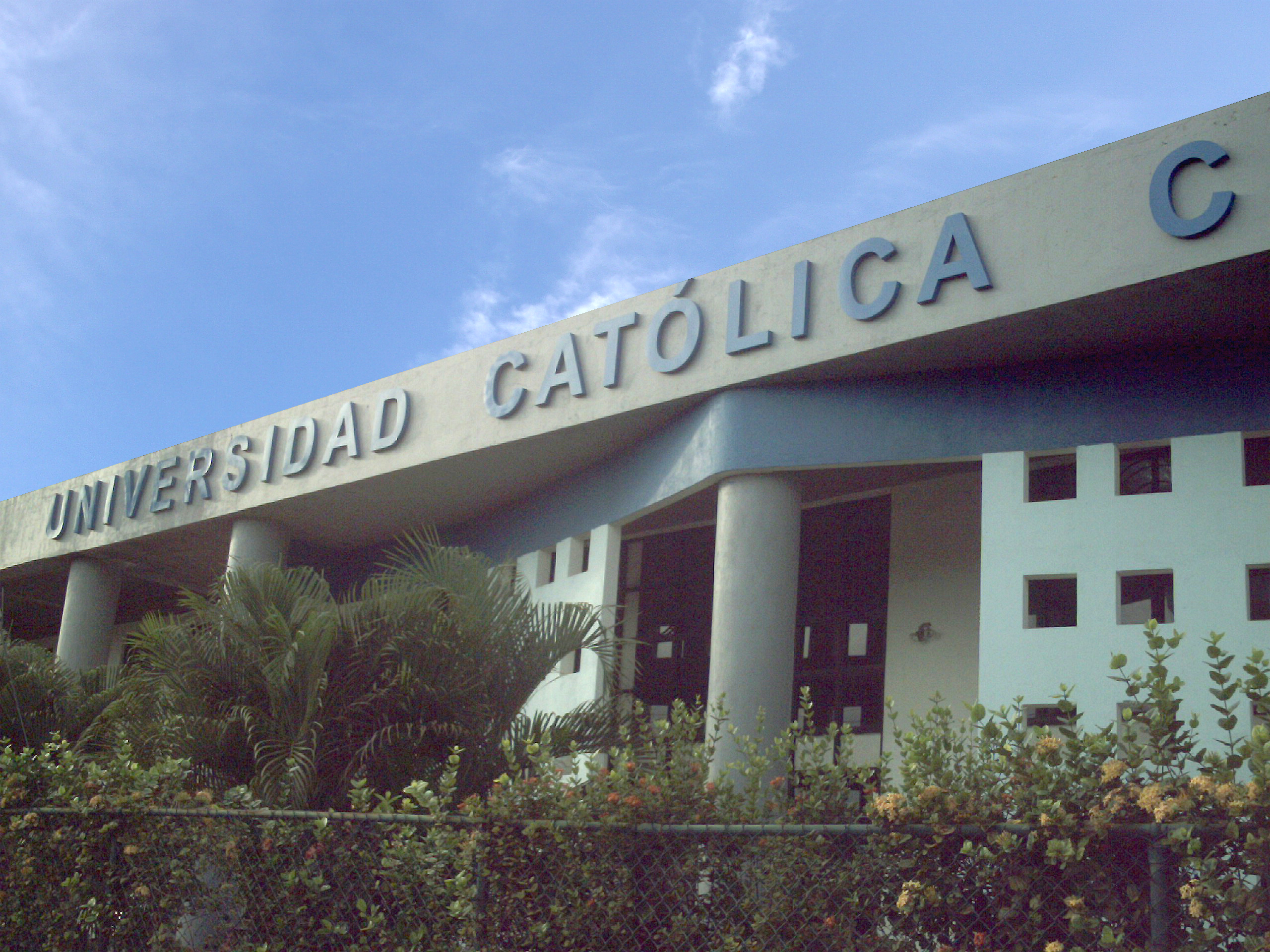
Katholieke Universiteit Cecilio Acosta in Maracaibo

Maracaibo (aartsbisdom) · Cabimas · El Vigia-San Carlos del Zulia · Machiques